# John Kerry
John Forbes Kerry (Aurora, Colorado, 11. prosinca 1943.) američki je ratni heroj, odvjetnik i političar.

## Životopis
Rođen je 11. prosinca 1943. godine u Aurori, američka savezna država Colorado. Roditelji su mu bili Richard John Kerry i Rosemary Isabel Forbes. Majka je bila u srodstvu s poznatim obiteljima Forbes i Dudley-Winthrop. John ima dvije sestre i brata.
Srednju školu završio je 1962. godine. Zaintersirao se za javne nastupe i politiku. Upisao je političke znanosti na sveučilištu Yale. Tijekom studiranja nijednom nije položio s odličnim uspjehom.
Aktivno je služio vojsku od 1966. do 1970. i primio više odlikovanja, a po povratku je postao poznati antiratni aktivist.
Kao senator je sa svojim timom proveo istragu i razotkrio niz nezakonitosti u postupanju SAD u Nikaragvi a završno izvješće se smatra dokumentom koji je otvorio "ozbiljnu zabrinutost u pogledu zakonitosti postupaka koje su SAD povele u njihovom radu s contrasima u prethodne tri godine".
U njegovoj karijeri u sastavu zakonodavne vlasti SAD-a uglavnom je bio proaktivan, lijevo i liberalno orijentiran. Bio je glasan protivnik Bush-Cheneyjeve iračke politike. U ožujku 2014. godine izjavljuje kako su klimatske promjene postale "diplomatski prioritet prvog reda".